# Station Molinges
Station Molinges is een spoorwegstation in de Franse gemeente Chassal-Molinges.